# Список астероїдів (152201—152300)
| Назва               | Тимчасове позначення | Дата відкриття  | Місце відкриття                               | Відкривач                   |
| ------------------- | -------------------- | --------------- | --------------------------------------------- | --------------------------- |
| (152201) 2005 QA142 | 2005 QA142           | 30 серпня 2005  | Сокорро (Нью-Мексико)                         | LINEAR                      |
| (152202) 2005 QE143 | 2005 QE143           | 31 серпня 2005  | Станція Андерсон-Меса                         | LONEOS                      |
| (152203) 2005 QD153 | 2005 QD153           | 27 серпня 2005  | Станція Кампо Імператоре                      | CINEOS                      |
| (152204) 2005 QQ154 | 2005 QQ154           | 28 серпня 2005  | Станція Андерсон-Меса                         | LONEOS                      |
| (152205) 2005 QP155 | 2005 QP155           | 29 серпня 2005  | Сокорро (Нью-Мексико)                         | LINEAR                      |
| (152206) 2005 QW168 | 2005 QW168           | 29 серпня 2005  | Паломарська обсерваторія                      | NEAT                        |
| (152207) 2005 QX168 | 2005 QX168           | 29 серпня 2005  | Паломарська обсерваторія                      | NEAT                        |
| (152208) 2005 QS171 | 2005 QS171           | 29 серпня 2005  | Паломарська обсерваторія                      | NEAT                        |
| (152209) 2005 QF173 | 2005 QF173           | 29 серпня 2005  | Паломарська обсерваторія                      | NEAT                        |
| (152210) 2005 QH174 | 2005 QH174           | 31 серпня 2005  | Станція Андерсон-Меса                         | LONEOS                      |
| (152211) 2005 QH176 | 2005 QH176           | 31 серпня 2005  | Обсерваторія Кітт-Пік                         | Spacewatch                  |
| (152212) 2005 RG    | 2005 RG              | 1 вересня 2005  | Обсерваторія Столова Гора                     | Дж. Янґ                     |
| (152213) 2005 RS5   | 2005 RS5             | 6 вересня 2005  | Станція Андерсон-Меса                         | LONEOS                      |
| (152214) 2005 RJ9   | 2005 RJ9             | 2 вересня 2005  | Паломарська обсерваторія                      | NEAT                        |
| (152215) 2005 RA10  | 2005 RA10            | 3 вересня 2005  | Паломарська обсерваторія                      | NEAT                        |
| (152216) 2005 RH21  | 2005 RH21            | 3 вересня 2005  | Паломарська обсерваторія                      | NEAT                        |
| 152217 Akosipov     | 2005 RR22            | 10 вересня 2005 | Андрушівка                                    | Андрушівка                  |
| (152218) 2005 RQ23  | 2005 RQ23            | 10 вересня 2005 | Станція Андерсон-Меса                         | LONEOS                      |
| (152219) 2005 RX23  | 2005 RX23            | 10 вересня 2005 | Станція Андерсон-Меса                         | LONEOS                      |
| (152220) 2005 RC25  | 2005 RC25            | 10 вересня 2005 | Станція Андерсон-Меса                         | LONEOS                      |
| (152221) 2005 RV27  | 2005 RV27            | 10 вересня 2005 | Станція Андерсон-Меса                         | LONEOS                      |
| (152222) 2005 RS28  | 2005 RS28            | 12 вересня 2005 | Сокорро (Нью-Мексико)                         | LINEAR                      |
| (152223) 2005 RF33  | 2005 RF33            | 14 вересня 2005 | Каталінський огляд                            | Каталінський огляд          |
| (152224) 2005 SJ    | 2005 SJ              | 20 вересня 2005 | Обсерваторія Ріді-Крик                        | Джон Бротон                 |
| (152225) 2005 ST2   | 2005 ST2             | 23 вересня 2005 | Каталінський огляд                            | Каталінський огляд          |
| 152226 Saracole     | 2005 SD3             | 23 вересня 2005 | Каталінський огляд                            | Каталінський огляд          |
| 152227 Argoli       | 2005 SO4             | 24 вересня 2005 | Астрономічна обсерваторія Валемаре-ді-Борбона | Вінченцо Касуллі            |
| (152228) 2005 SK9   | 2005 SK9             | 23 вересня 2005 | Обсерваторія Кітт-Пік                         | Spacewatch                  |
| (152229) 2005 SU12  | 2005 SU12            | 24 вересня 2005 | Обсерваторія Кітт-Пік                         | Spacewatch                  |
| (152230) 2005 SU13  | 2005 SU13            | 24 вересня 2005 | Обсерваторія Кітт-Пік                         | Spacewatch                  |
| (152231) 2005 SF15  | 2005 SF15            | 26 вересня 2005 | Обсерваторія Кітт-Пік                         | Spacewatch                  |
| (152232) 2005 SV17  | 2005 SV17            | 26 вересня 2005 | Обсерваторія Кітт-Пік                         | Spacewatch                  |
| 152233 Van Till     | 2005 SL19            | 25 вересня 2005 | Обсерваторія Кальвін-Регобот                  | Обсерваторія Калвін-Регобот |
| (152234) 2005 SU22  | 2005 SU22            | 23 вересня 2005 | Обсерваторія Кітт-Пік                         | Spacewatch                  |
| (152235) 2005 SK28  | 2005 SK28            | 23 вересня 2005 | Обсерваторія Кітт-Пік                         | Spacewatch                  |
| (152236) 2005 SQ43  | 2005 SQ43            | 24 вересня 2005 | Обсерваторія Кітт-Пік                         | Spacewatch                  |
| (152237) 2005 SA51  | 2005 SA51            | 24 вересня 2005 | Обсерваторія Кітт-Пік                         | Spacewatch                  |
| (152238) 2005 SZ63  | 2005 SZ63            | 26 вересня 2005 | Обсерваторія Кітт-Пік                         | Spacewatch                  |
| (152239) 2005 SJ68  | 2005 SJ68            | 27 вересня 2005 | Обсерваторія Кітт-Пік                         | Spacewatch                  |
| (152240) 2005 SR69  | 2005 SR69            | 27 вересня 2005 | Сокорро (Нью-Мексико)                         | LINEAR                      |
| (152241) 2005 SR70  | 2005 SR70            | 28 вересня 2005 | Паломарська обсерваторія                      | NEAT                        |
| (152242) 2005 SX70  | 2005 SX70            | 28 вересня 2005 | Паломарська обсерваторія                      | NEAT                        |
| (152243) 2005 SS76  | 2005 SS76            | 24 вересня 2005 | Обсерваторія Кітт-Пік                         | Spacewatch                  |
| (152244) 2005 SD88  | 2005 SD88            | 24 вересня 2005 | Обсерваторія Ґудрайк-Піґотт                   | Рой Такер                   |
| (152245) 2005 SH89  | 2005 SH89            | 24 вересня 2005 | Обсерваторія Кітт-Пік                         | Spacewatch                  |
| (152246) 2005 SO89  | 2005 SO89            | 24 вересня 2005 | Обсерваторія Кітт-Пік                         | Spacewatch                  |
| (152247) 2005 SW90  | 2005 SW90            | 24 вересня 2005 | Обсерваторія Кітт-Пік                         | Spacewatch                  |
| (152248) 2005 SJ91  | 2005 SJ91            | 24 вересня 2005 | Обсерваторія Кітт-Пік                         | Spacewatch                  |
| (152249) 2005 SF97  | 2005 SF97            | 25 вересня 2005 | Паломарська обсерваторія                      | NEAT                        |
| (152250) 2005 SN98  | 2005 SN98            | 25 вересня 2005 | Обсерваторія Кітт-Пік                         | Spacewatch                  |
| (152251) 2005 SM100 | 2005 SM100           | 25 вересня 2005 | Обсерваторія Кітт-Пік                         | Spacewatch                  |
| (152252) 2005 SQ101 | 2005 SQ101           | 25 вересня 2005 | Обсерваторія Кітт-Пік                         | Spacewatch                  |
| (152253) 2005 SQ114 | 2005 SQ114           | 27 вересня 2005 | Обсерваторія Кітт-Пік                         | Spacewatch                  |
| (152254) 2005 SD116 | 2005 SD116           | 27 вересня 2005 | Обсерваторія Кітт-Пік                         | Spacewatch                  |
| (152255) 2005 SW116 | 2005 SW116           | 28 вересня 2005 | Паломарська обсерваторія                      | NEAT                        |
| (152256) 2005 SU128 | 2005 SU128           | 29 вересня 2005 | Станція Андерсон-Меса                         | LONEOS                      |
| (152257) 2005 SJ129 | 2005 SJ129           | 29 вересня 2005 | Обсерваторія Маунт-Леммон                     | Обсерваторія Маунт-Леммон   |
| (152258) 2005 SZ129 | 2005 SZ129           | 29 вересня 2005 | Станція Андерсон-Меса                         | LONEOS                      |
| (152259) 2005 ST134 | 2005 ST134           | 29 вересня 2005 | Обсерваторія Ґудрайк-Піґотт                   | Рой Такер                   |
| (152260) 2005 SY141 | 2005 SY141           | 25 вересня 2005 | Обсерваторія Кітт-Пік                         | Spacewatch                  |
| (152261) 2005 SC146 | 2005 SC146           | 25 вересня 2005 | Обсерваторія Кітт-Пік                         | Spacewatch                  |
| (152262) 2005 SY148 | 2005 SY148           | 25 вересня 2005 | Обсерваторія Кітт-Пік                         | Spacewatch                  |
| (152263) 2005 SZ162 | 2005 SZ162           | 27 вересня 2005 | Обсерваторія Кітт-Пік                         | Spacewatch                  |
| (152264) 2005 SL166 | 2005 SL166           | 28 вересня 2005 | Паломарська обсерваторія                      | NEAT                        |
| (152265) 2005 SU173 | 2005 SU173           | 29 вересня 2005 | Паломарська обсерваторія                      | NEAT                        |
| (152266) 2005 SV180 | 2005 SV180           | 29 вересня 2005 | Паломарська обсерваторія                      | NEAT                        |
| (152267) 2005 SB191 | 2005 SB191           | 29 вересня 2005 | Станція Андерсон-Меса                         | LONEOS                      |
| (152268) 2005 SV193 | 2005 SV193           | 29 вересня 2005 | Обсерваторія Кітт-Пік                         | Spacewatch                  |
| (152269) 2005 SZ197 | 2005 SZ197           | 30 вересня 2005 | Обсерваторія Маунт-Леммон                     | Обсерваторія Маунт-Леммон   |
| (152270) 2005 SC209 | 2005 SC209           | 30 вересня 2005 | Сокорро (Нью-Мексико)                         | LINEAR                      |
| (152271) 2005 SP213 | 2005 SP213           | 30 вересня 2005 | Обсерваторія Кітт-Пік                         | Spacewatch                  |
| (152272) 2005 SK217 | 2005 SK217           | 30 вересня 2005 | Обсерваторія Маунт-Леммон                     | Обсерваторія Маунт-Леммон   |
| (152273) 2005 SL220 | 2005 SL220           | 29 вересня 2005 | Каталінський огляд                            | Каталінський огляд          |
| (152274) 2005 SD231 | 2005 SD231           | 30 вересня 2005 | Сокорро (Нью-Мексико)                         | LINEAR                      |
| (152275) 2005 SV231 | 2005 SV231           | 30 вересня 2005 | Обсерваторія Маунт-Леммон                     | Обсерваторія Маунт-Леммон   |
| (152276) 2005 SF234 | 2005 SF234           | 29 вересня 2005 | Обсерваторія Маунт-Леммон                     | Обсерваторія Маунт-Леммон   |
| (152277) 2005 SO237 | 2005 SO237           | 29 вересня 2005 | Обсерваторія Кітт-Пік                         | Spacewatch                  |
| (152278) 2005 SQ255 | 2005 SQ255           | 22 вересня 2005 | Паломарська обсерваторія                      | NEAT                        |
| (152279) 2005 SS262 | 2005 SS262           | 23 вересня 2005 | Обсерваторія Кітт-Пік                         | Spacewatch                  |
| (152280) 2005 TE1   | 2005 TE1             | 1 жовтня 2005   | Каталінський огляд                            | Каталінський огляд          |
| (152281) 2005 TT2   | 2005 TT2             | 1 жовтня 2005   | Каталінський огляд                            | Каталінський огляд          |
| (152282) 2005 TH5   | 2005 TH5             | 1 жовтня 2005   | Каталінський огляд                            | Каталінський огляд          |
| (152283) 2005 TK6   | 2005 TK6             | 1 жовтня 2005   | Каталінський огляд                            | Каталінський огляд          |
| (152284) 2005 TP8   | 2005 TP8             | 1 жовтня 2005   | Обсерваторія Кітт-Пік                         | Spacewatch                  |
| (152285) 2005 TJ10  | 2005 TJ10            | 2 жовтня 2005   | Паломарська обсерваторія                      | NEAT                        |
| (152286) 2005 TL10  | 2005 TL10            | 2 жовтня 2005   | Паломарська обсерваторія                      | NEAT                        |
| (152287) 2005 TM11  | 2005 TM11            | 1 жовтня 2005   | Сокорро (Нью-Мексико)                         | LINEAR                      |
| (152288) 2005 TS12  | 2005 TS12            | 1 жовтня 2005   | Станція Андерсон-Меса                         | LONEOS                      |
| (152289) 2005 TB18  | 2005 TB18            | 1 жовтня 2005   | Сокорро (Нью-Мексико)                         | LINEAR                      |
| (152290) 2005 TB23  | 2005 TB23            | 1 жовтня 2005   | Каталінський огляд                            | Каталінський огляд          |
| (152291) 2005 TD24  | 2005 TD24            | 1 жовтня 2005   | Обсерваторія Маунт-Леммон                     | Обсерваторія Маунт-Леммон   |
| (152292) 2005 TH28  | 2005 TH28            | 1 жовтня 2005   | Станція Андерсон-Меса                         | LONEOS                      |
| (152293) 2005 TJ28  | 2005 TJ28            | 1 жовтня 2005   | Станція Андерсон-Меса                         | LONEOS                      |
| (152294) 2005 TX38  | 2005 TX38            | 1 жовтня 2005   | Обсерваторія Маунт-Леммон                     | Обсерваторія Маунт-Леммон   |
| (152295) 2005 TX42  | 2005 TX42            | 4 жовтня 2005   | Каталінський огляд                            | Каталінський огляд          |
| (152296) 2005 TE47  | 2005 TE47            | 3 жовтня 2005   | Обсерваторія Берґіш-Ґладбах                   | Вольф Бікель                |
| (152297) 2005 TH49  | 2005 TH49            | 6 жовтня 2005   | Обсерваторія Маунт-Леммон                     | Обсерваторія Маунт-Леммон   |
| (152298) 2005 TV49  | 2005 TV49            | 9 жовтня 2005   | Обсерваторія Ґрейт-Шеффорд                    | Обсерваторія Ґрейт-Шеффорд  |
| (152299) 2005 TQ50  | 2005 TQ50            | 11 жовтня 2005  | Королівська обсерваторія Бельгії              | Петер Де Кат                |
| (152300) 2005 TF51  | 2005 TF51            | 11 жовтня 2005  | Королівська обсерваторія Бельгії              | Тьєрі Повель                |